# Święta Sabina
Św. Sabina (ur. w I wieku w Rzymie, zm. 29 sierpnia  126) – rzymska patrycjuszka, święta katolicka, domniemana  męczennica.

## Żywot
Jak głosi legenda, była zamożną Rzymianką, darzoną szacunkiem wdową po rzymskim patrycjuszu Walentym. Została nawrócona na chrześcijaństwo przez niewolnicę św. Serapię. Razem z nią udawała się nocami do rzymskich katakumb, gdzie z obawy przed prześladowcami regularnie gromadzili się chrześcijanie. Tam z rąk jednego z kapłanów Sabina przyjęła chrzest. Kiedy Serapię schwytano i zachłostano na śmierć, pochowała jej ciało ze czcią. W ten sposób ujawniła swoją przynależność do chrześcijan, wskutek czego znalazła się w więzieniu. Za czasów Hadriana praworządność rzymska nie pozwalała karać wolnych obywateli bez procedury sądowej. Dlatego Sabinę postawiono przed sędzią Elpidiuszem. Jako patrycjuszka nie mogła być traktowana w sposób poniżający, dlatego została ścięta mieczem.

## Kult

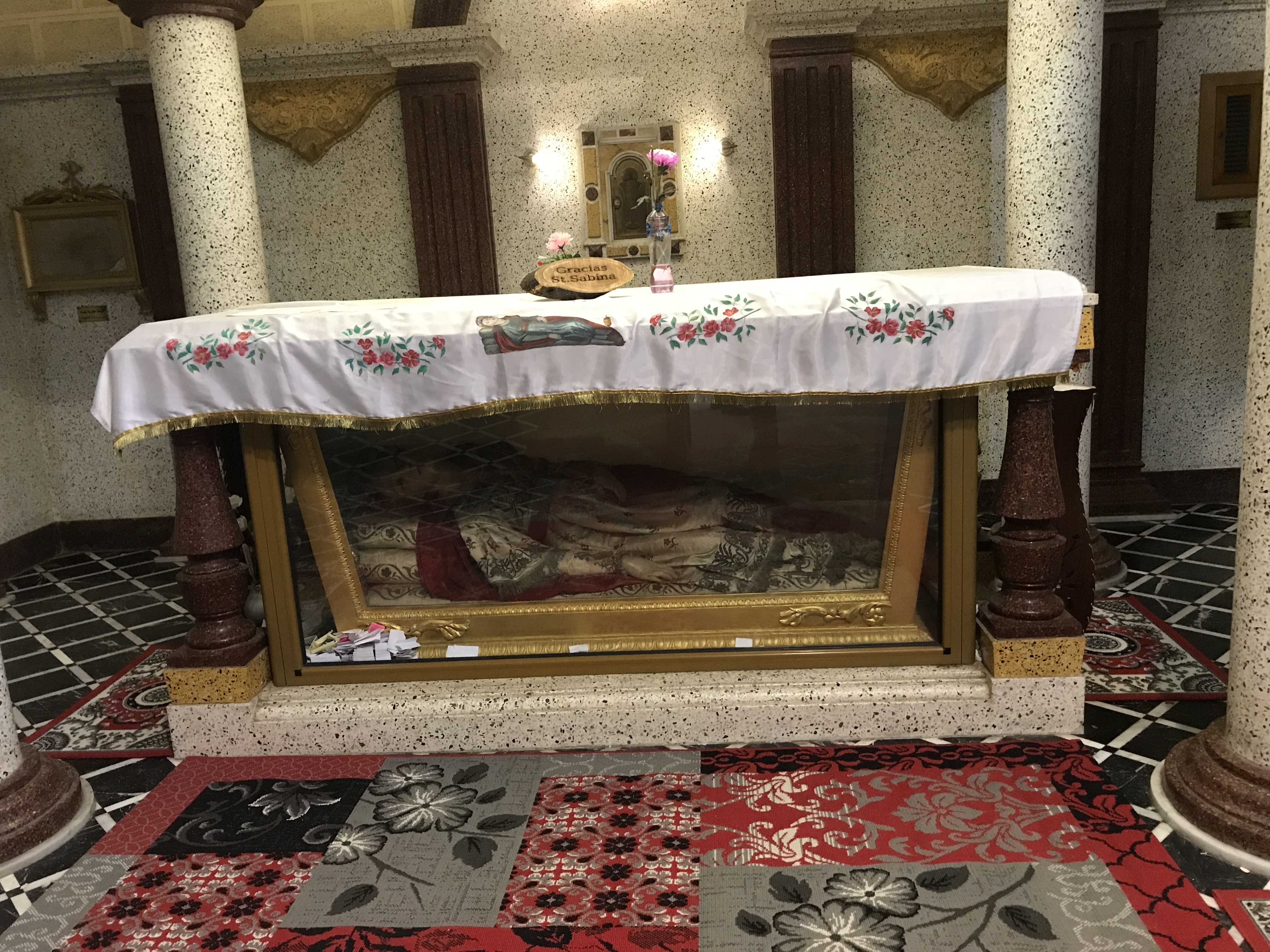
Relikwie św. Sabiny

W ikonografii św. Sabina jest przedstawiana jako młoda męczennica. atrybutami jej są: gałąź palmowa, księga i korona.
Jest patronką Rzymu, dzieci i gospodyń domowych. Wzywana jest w przypadku krwotoku lub z prośbą o powstrzymanie deszczu.
Bazylika św. Sabiny w Rzymie (łac. Basilica Sanctae Sabinae, wł. Basilica di Santa Sabina all'Aventino) ku jej czci jest wybudowana w miejscu, gdzie wcześniej znajdował się jej dom. W 1219 została przekazana przez papieża Honoriusza III św. Dominikowi i jego nowo powstałemu zakonowi – dominikanom.
Wspomnienie liturgiczne świętej Sabiny w Kościele katolickim obchodzone jest 29 sierpnia.